# 유성 파열 통신
유성 파열 통신(Meteor burst communications, MBC, meteor scatter communications)는 라디오 전파의 모드로  대기권에 진입하는 유성의 이온화된 꼬리를 이용하여 2250km 떨어진 라디오 방송국과의 통신경로를 세운다.  이것은 유성 산란 통신으로 언급된다. 